# Ana Angelina Komnena Doukaina
Ana Angelina Komnena Dukajna (grško Ἄννα Ἀγγελίνα Κομνηνή Δούκαινα), srbska plemkinja, * neznano, † 1258
Bila je hči Teodorja Doukasa Komnenosa Angelosa in srbska kraljica (1228–1234) kot žena kralja Štefana Radoslava Nemanjića.
Leta 1216 je Radoslavov oče poskušal poročiti sina s Teodoro, hčerko Teodorjevega polbrata Mihaela Dukasa Komnena Angelosa. Vendar je Cerkev prepovedala to poroko, ker bi bila med sestričnami v sedmem kolenu. Namesto tega se je Radoslav kmalu zatem poročil z Ano.
Cerkev in plemstvo je nista marala, ker sta menili, da škodljivo vpliva na Radoslava, ki je bil v njihovih očeh že preveč pod vplivom Grčije (Bizanca), saj se je brezpogojno povezal z Epirom in se poistovetil z grško dinastijo bolj kot s svoje matere Nemanjići.
Teodor Dukas Komnen Angelos je bil poražen in ujet v bitki pri Klokotnici proti Bolgariji spomladi 1230. Nenaklonjenost med srbskim plemstvom se je povečala, saj je Radoslavova neprilagodljiva pro-grška usmeritev postala problem. Zato ga je koalicija srbskih aristokratov pod vodstvom Radoslavovega polbrata Vladislava v začetku leta 1234 odstavila.
Radoslav in Ana sta najprej odšla v Dubrovnik in poskušala organizirati protiudar proti Vladislavu, vendar sta le malo dosegla. Kasneje je menih Teodozij trdil, da sta Radoslav in Ana odšla v Drač in se tam ločila, vendar se je izkazalo, da je ta trditev napačna.
Čez nekaj časa sta se s pomočjo nadškofa Save vrnila v Srbijo in sprejela meniško zaobljubo. Radoslavovo meniško (samostansko) ime je bilo Jovan.